# Nyhedskriterier
Nyhedskriterierne eller nyhedsværdier er en række kriterier eller værdier for, hvad der er en god nyhed. Nordmændene Johan Galtung og Mari Holmboe Ruge var de første til at beskrive, hvilke nyhedskriterier, der findes. Andre forskere så som danske Gitte Gravengaard eller Tony Harcup og Deirdre O'Neill har ligeledes udarbejdet en serie kriterier men alle med rod i Galtung og Ruges arbejde.

## Forskellige nyhedskriterieopfattelser

### Galtung og Ruge
Johan Galtung og Mari Holmboe Ruge fokuserer frekvens, tærskelværdi, entydighed, meningsfuldhed, forudsigelighed, noget uventet, kontinuitet, komposition, samt referencer til elitenationer, elitemennesker, personer, samt noget negativt.
Frekvens er et spørgsmål om, at en begivenhed har større chance for at blive valgt, såfremt den finder sted og afsluttes inden for et medies udgivelsesrytme. Intensitet drejer sig om eksempelvis antal dræbte, hvor entydighed siger sig selv. En flertydig nyhed har sværere ved at nå medierne. Meningsfuldhed eller det at en nyhed er kulturelt tæt på er at foretrække frem for fjerne nyheder. Hvis det er muligt at forudsige en nyhed, er det at foretrække. Uventede nyheder har ligeledes en større chance for at nå frem til mediernes spalteplads. Det samme gælder kontinuitet eller den allerede omtalte nyhed. Hvis en nyheds komposition eller hvis den passer godt ind i sammensætningen af et nyhedsprodukt, vil den ligeledes være at foretrække. Galtung og Ruge forholder sig også til nyhedens referencer til elitenationer, det vil typisk sige nationer i fokus. Elitemennesker er kendte. Personer foretrækkes over en abstrakt nyhed. Det negative foretrækkes generelt over det positive.

### VISAK
Østlyngen og Øvrebø (1998) oplister fem kriterier, der tilsammen udgør det, der typisk kaldes for VISAK kriterierne. Det første kriterium har at gøre med væsentlighed. En nyhed skal tilstræbes at være væsentlig i forhold til det samfund, som et pågældende medie hører til. Identifikation, derimod, har at gøre med borgernes evne til enten kulturelt, socialt, eller geografisk at identificere sig med den pågældende historie. Sensationen kræver, at der er tale om noget nyt. Aktualitet kræver at det er oppe i tiden, og understreger vigtigheden af en problemstilling. Sidst men ikke mindst Konflikt. Historien skal indeholde en konflikt mellem to eller flere parter.
De 5 nyhedskriterier, som er de journalistiske grundprincipper bruges af alle journalister. Dette er både bevidst og ubevidst. VISAK dækker over: Væsentlighed, identifikation, sensation, aktualitet og konflikt.
Væsentlighed: Indholdet skal være væsentligt for modtageren, og skal også være væsentligt for det omtalte medieprodukt. Kvalitet og væsentlighed er ikke det samme.
Identifikation: Det er centralt for ethvert journalistisk produkt, at modtageren kan identificere sig med det fortalte. Modtagerens skal kunne forestille sig selv at være i situationen, og kunne sætte sig ind i hovedpersonens tankegang og handlemønstre. Det er vigtigt, at modtageren forstår hovedpersonen, eller det hovedpersonen oplever som minimum. Modtageren er allerede kendt, da avisen eller tv-stationen bliver valgt på baggrund af modtagerens verdensforståelse.
Sensation: Det skal være nyt og overraskende. Det må meget gerne være dramatisk eller usædvanligt. Det primære er, at det skal overraske modtageren og tiltrække manges opmærksomhed. Fx er breaking news ofte sensationelle.
Aktualitet: Det gælder om at være først med nyhederne. Og gerne indenfor 24 timer. Det er et grundlæggende nyhedskriterie, og konkurrencen om nyheder er i dag rettet mod digitale nyheder, der leverer breaking news hvert minut på internettet.
Konflikt: Konflikter er spændende og underholdende. Konflikter sælger. Store eller små, det hele virker. Konflikter mennesker imellem, konflikter mellem mennesker og virksomheder. Det er ikke væsentligt. Det det handler om, er den gode historie, om måden den bliver fortalt på, samt det drama der indgår.

### Harcup og O'Neill
Harcup og O'Neill opdaterer Galtung og Ruges nyhedskriterier.
I stedet for blot at hæfte sig ved kendte, deler de elitebegrebet op i en magt-elite, hvilket svarer til magtfulde mennesker, organisationer eller institutioner, og berømtheder. Derudover fokuserer de på underholdning eller sex, human interest, dyr etc. Overraskelser følger Galtung og Ruges konceptualisering af det uforventede. Det samme gør de dårlige nyheder, men modsat Galtung og Ruge samt Gravengaard, hæfter Harcup og O'Neill sig ved den gode nyhed, der typisk får en plads dog sidst i medierne. Omfanget minder om Gravengaards væsentlighedsbegreb, relevans om Gravengaards identifikationsbegreb. Opfølgning lægger sig i kølvandet på Galtung og Ruges kontinuitetsbegreb. Avis-dagsordenen minder om kompositionsbegrebet.

## Tabloidpressen og nyhedskriterierne
Tabloidpressen er kendtegnet ved en anvendelse af særligt sensationspræget nyhedsmateriale. Den britiske avis, The Sun anvendte ifølge Harcup og O'Neill i høj kriterierne "reference til eliter", "referencer til personer", "referencer til noget negativt" og "utvetydighed". Ifølge samme undersøgelse, anvendte Daily Mail primært "utvetydighed", "referencer til elite", "reference til noget negativt og "reference til personer".